# The Pied Piper
 The Pied Piper és una pel·lícula estatunidenca dirigida per Irving Pichel, estrenada el 1942.

## Argument[1]
L'irascible anglès Mr Howard (Monty Woolley), a qui no li agraden els nens, és de vacances de pesca a l'est de França quan els alemanys l'envaeixen el 1940. Provant de tornar a casa se'l persuadeix d'endur-se els dos nois Cavanaugh, i mentre el seu viatge progressa, la seva família continua augmentant de mida. Una vegada que arriba al nord de França, ocupada pels alemanys, un problema nou sorgeix - el risc de ser sentit parlant anglès.

## Repartiment
- Monty Woolley: John Sidney Howard
- Roddy McDowall: Ronnie Cavanaugh
- Anne Baxter: Nicole Rougeron
- Otto Preminger: Major Diessen
- J. Carrol Naish: Aristide Rougeron
- Lester Matthews: Mr. Cavanaugh
- Jill Esmond: Mrs. Cavanaugh
- Peggy Ann Garner: Sheila Cavanaugh
- Marcel Dalio: Focquet
- Helmut Dantine: Aide

## Premis i nominacions

### Nominacions
- 1943: Oscar a la millor pel·lícula
- 1943: Oscar al millor actor per Monty Woolley
- 1943: Oscar a la millor fotografia per Edward Cronjager